# Taffogo
Taffogo est une commune rurale située dans le département de Tougouri de la province du Namentenga dans la région Centre-Nord au Burkina Faso. 

## Géographie
Localité très dispersée en différents centres d'habitation, le centre de Taffogo se situe à environ 9 km au nord de Tougouri, le chef-lieu du département, et à 70 km au nord-est de Kaya. Le village est à 7 km à l'ouest de la route nationale 3 allant vers Kaya.

## Économie
L'économie de Taffogo est essentiellement basée sur l'agro-pastoralisme et l'activité de son important marché.

## Éducation et santé
Taffogo accueille un centre de santé et de promotion sociale (CSPS) tandis que le centre médical avec antenne chirurgicale (CMA) se trouve, dans la province voisine, à Kaya.